# Registrske tablice Bosne in Hercegovine
Registrske tablice Bosne in Hercegovine nosijo trenutno obliko od leta 1998 dalje. Tablice sestojijo iz sedmih znakov – petih številk in dveh črk – v zaporedju A12-B-345. Tablice so po vsej državi enake in ne označujejo kraja (mesta, občine, kantona ali entitete), kjer je bilo vozilo registrirano, kot so to označevale tablice pred letom 1998. Prav tako ne vsebujejo nikakršnih grbov ali drugih simbolov.
Na tablicah so v uporabi le črke, ki obstajajo tako v latinici in cirilici ter imajo v obeh abecedah tudi enak pomen (A, E, O, J, K, M, T).
Pred letom 2009 so tablice vsebovale le eno črko (123-A-456). Pri posodobitvi oblike 28. septembra 2009 je bilo tudi na levo stran dodano modro polje z oznako države (BIH) in spremenjena pisava v FE-Schrift.

## Oblika
Trenutna oblika registrskih tablic je bila uvedena kot iniciativa mednarodnega visokega predstavnika Bosne in Hercegovine Carlosa Westendorpa. V poročilu iz urada visokega predstavnika je bilo omenjeno, da je policijski nadzor okoli medentitetske meje, ločujoče Federacijo Bosne in Hercegovine in Republiko Srbsko, "največja ovira svobodi gibanja", s tem misleč na vznemirjanje in samovoljne kazni. Drugje je bilo navedeno, da bi vozila z registrskimi tablicami ene entitete bila pogoste tarče vandalizma v drugi entiteti. Stvaritev tablic, ki ne izkazujejo voznikove pripadnosti, je bila delna rešitev teh težav. Ne glede na to bosanska mesta večinoma vsebujejo pripadnike vseh treh narodov (Bošnjake, Hrvate in Srbe), kar bi onemogočalo ugotavljanje etnične pripadnosti le glede na izvor vozila; poleg tega lastniki, ponosni na svojo etnično pripadnost, pogosto to vseeno izkazujejo z najrazličnejšo dekoracijo svojih vozil.

## Zgodovina

### Jugoslavija (1961–1992)
| Oznaka | Območje    | Oznaka | Območje       | Oznaka | Območje  |
| ------ | ---------- | ------ | ------------- | ------ | -------- |
| BL     | Banja Luka | TD     | Titov Drvar   | LI     | Livno    |
| PD     | Prijedor   | TR     | Travnik       | TB     | Trebinje |
| SA     | Sarajevo   | ZE     | Zenica        | ČP     | Čapljina |
| TZ     | Tuzla      | BI     | Bihać         | KNJ    | Konjic   |
| MO     | Mostar     | DO     | Doboj         | GŽ     | Goražde  |
| BČ     | Brčko      | VI     | Visoko        | ZV     | Zvornik  |
| BN     | Bijeljina  | JC     | Jajce         | MD     | Modriča  |
| BU     | Bugojno    | MG     | Mrkonjić Grad |        |          |

### Republika Bosna in Hercegovina (do 1998)
Na teritoriju pod nadzorom Armije Bosne in Hercegovine so bile od leta 1994 do 1998 v uporabi nove registrske tablice. Na levi strani so nosile modro polje z oznako "BIH" in grbom Republike. Ozadje je bilo belo, oblika tablic pa XX-1234AB or XX-12345A, pri čemer je bila "XX" oznaka mesta, ki ji je sledilo štiri ali pet številk ter ena ali dve črki. Oznake mest so bile:
| Oznaka | Območje  | Oznaka | Območje |
| ------ | -------- | ------ | ------- |
| SA     | Sarajevo | BI     | Bihać   |
| PD     | Prijedor | DO     | Doboj   |
| TZ     | Tuzla    | VI     | Visoko  |
| MO     | Mostar   | JC     | Jajce   |
| BR     | Brčko    | BU     | Bugojno |
| TR     | Travnik  | ZV     | Zvornik |
| ZE     | Zenica   | MD     | Modriča |
| KO     | Konjic   | GO     | Goražde |

### Republika Srbska (do 1998)
Na teritoriju Republike Srbske so bile v uporabi registrske tablice, podobne predvojnim, le da so namesto rdeče zvezdice vsebovale srbski grb s štirimi S-ji. Črke na njih so bile navadno pisane v cirilici.
| Oznaka | Območje                                     | Oznaka | Območje                                |
| ------ | ------------------------------------------- | ------ | -------------------------------------- |
| СС     | Sarajevo (Srpsko Sarajevo, Српско Сарајево) | СЊ     | Foča (preimenovana v Srbinje (Србиње)) |
| ПД     | Prijedor (Приједор)                         | ДО     | Doboj (Добој)                          |
| БЛ     | Banja Luka (Бања Лука)                      | ЗВ     | Zvornik (Зворник)                      |
| БЧ     | Brčko (Брчко)                               | МД     | Modriča (Модрича)                      |
| ТБ     | Trebinje (Требиње)                          | БН     | Bijeljina (Бијељина)                   |
| МГ     | Mrkonjić Grad (Мркоњић Град)                | ВГ     | Višegrad (Вишеград)                    |
| ДВ     | Drvar (Дрвар)                               | НЊ     | Nevesinje (Невесиње)                   |

### Hrvaška republika Herceg-Bosna (do 1998)
Na teritoriju Hrvaške republike Herceg-Bosne so bile v uporabi registrske tablice, podobne tablicam Republike Hrvaške, s hercegbosanskim grbom namesto hrvaškega.
| Oznaka | Območje       | Oznaka | Območje                     |
| ------ | ------------- | ------ | --------------------------- |
| MO     | Mostar        | TR     | Travnik                     |
| ČA     | Čapljina      | OR     | Orašje                      |
| PO     | Posušje       | KI     | Kiseljak                    |
| ŠB     | Široki Brijeg | RA     | Prozor (preimenovan v Rama) |
| JA     | Jajce         | ŽE     | Žepče                       |
| TG     | Tomislavgrad  | LI     | Livno                       |
| GR     | Grude         | LJ     | Ljubuški                    |